# Indian Wells Open 2024 - Doppio misto
Il doppio misto del torneo di tennis professionistico Indian Wells Open 2024, facente parte della categoria Masters 1000 e WTA 1000 nell'ambito dell'ATP Tour 2024 e del WTA Tour 2024, si è giocato dal 12 al 14 marzo 2024 a Indian Wells, negli Stati Uniti d'America.
Per la prima volta, il Mixed Doubles Invitational si è giocato all'Indian Wells Tennis Garden insieme ai tornei di singolare e doppio. Il tabellone era composto da otto coppie che si sono affrontate a eliminazione diretta. Il montepremi era di $150,000.
In finale Storm Hunter e Matthew Ebden hanno sconfitto Caroline Garcia e Édouard Roger-Vasselin con il punteggio di 6–3, 6–3.

## Tabellone

### Legenda
| - Q = Qualificato - WC = Wild card - LL = Lucky loser | - ALT = Alternate - SE = Special Exempt - PR = Protected Ranking | - w/o = Walkover - r = Ritirato - d = Squalificato |

|  | Quarti di finale                       | Quarti di finale                       | Quarti di finale                | Quarti di finale | Quarti di finale |  |  | Semifinali                             | Semifinali                             | Semifinali                             | Semifinali                             | Semifinali                             |   |   | Finale                     | Finale                     | Finale                     | Finale | Finale |  |
|  |                                        |                                        |                                 |                  |                  |  |  |                                        |                                        |                                        |                                        |                                        |   |   |                            |                            |                            |        |        |  |
|  | Storm Hunter Matthew Ebden             | Storm Hunter Matthew Ebden             | Storm Hunter Matthew Ebden      | 6                | 7                |  |  |                                        |                                        |                                        |                                        |                                        |   |   |                            |                            |                            |        |        |  |
|  | Ena Shibahara Joe Salisbury            | Ena Shibahara Joe Salisbury            | Ena Shibahara Joe Salisbury     | 3                | 5                |  |  | Storm Hunter Matthew Ebden             | Storm Hunter Matthew Ebden             | 6                                      | 5                                      | [10]                                   |   |   |                            |                            |                            |        |        |  |
|  | Kateřina Siniaková Tomáš Macháč        | Kateřina Siniaková Tomáš Macháč        | Kateřina Siniaková Tomáš Macháč | 5                | 5                |  |  | Taylor Townsend Jackson Withrow        | Taylor Townsend Jackson Withrow        | 4                                      | 7                                      | [3]                                    |   |   |                            |                            |                            |        |        |  |
|  | Taylor Townsend Jackson Withrow        | Taylor Townsend Jackson Withrow        | Taylor Townsend Jackson Withrow | 7                | 7                |  |  |                                        |                                        |                                        |                                        |                                        |   |   | Storm Hunter Matthew Ebden | Storm Hunter Matthew Ebden | Storm Hunter Matthew Ebden | 6      | 6      |  |
|  | Daria Saville John Peers               | Daria Saville John Peers               | 5                               | 6                | [11]             |  |  |                                        |                                        | Caroline Garcia Édouard Roger-Vasselin | Caroline Garcia Édouard Roger-Vasselin | Caroline Garcia Édouard Roger-Vasselin | 3 | 3 |                            |                            |                            |        |        |  |
|  | Bethanie Mattek-Sands Mate Pavić       | Bethanie Mattek-Sands Mate Pavić       | 7                               | 4                | [9]              |  |  | Daria Saville John Peers               | Daria Saville John Peers               | 3                                      | 7                                      | [8]                                    |   |   |                            |                            |                            |        |        |  |
|  | Desirae Krawczyk Andrew Harris         | Desirae Krawczyk Andrew Harris         | 4                               | 7                | [8]              |  |  | Caroline Garcia Édouard Roger-Vasselin | Caroline Garcia Édouard Roger-Vasselin | 6                                      | 6                                      | [10]                                   |   |   |                            |                            |                            |        |        |  |
|  | Caroline Garcia Édouard Roger-Vasselin | Caroline Garcia Édouard Roger-Vasselin | 6                               | 65               | [10]             |  |  |                                        |                                        |                                        |                                        |                                        |   |   |                            |                            |                            |        |        |  |